# Vœlfling-lès-Bouzonville
Pour l’article ayant un titre homophone, voir Wœlfling-lès-Sarreguemines.
Vœlfling-lès-Bouzonville est une commune française située dans le département de la Moselle et le bassin de vie de la Moselle-Est, en région Grand Est.

## Géographie
- 1Carte dynamique
- 2Carte OpenStreetMap
- 3Carte topographique
- 4Carte avec les communes environnantes

### Communes limitrophes
|             | Heining-lès-Bouzonville  |         |
| Bouzonville | Vœlfling-lès-Bouzonville | Villing |
|             | Château-Rouge            |         |

### Hydrographie
La commune est située dans le bassin versant du Rhin au sein du bassin Rhin-Meuse. Elle est drainée par le ruisseau l'Ihnerbach.

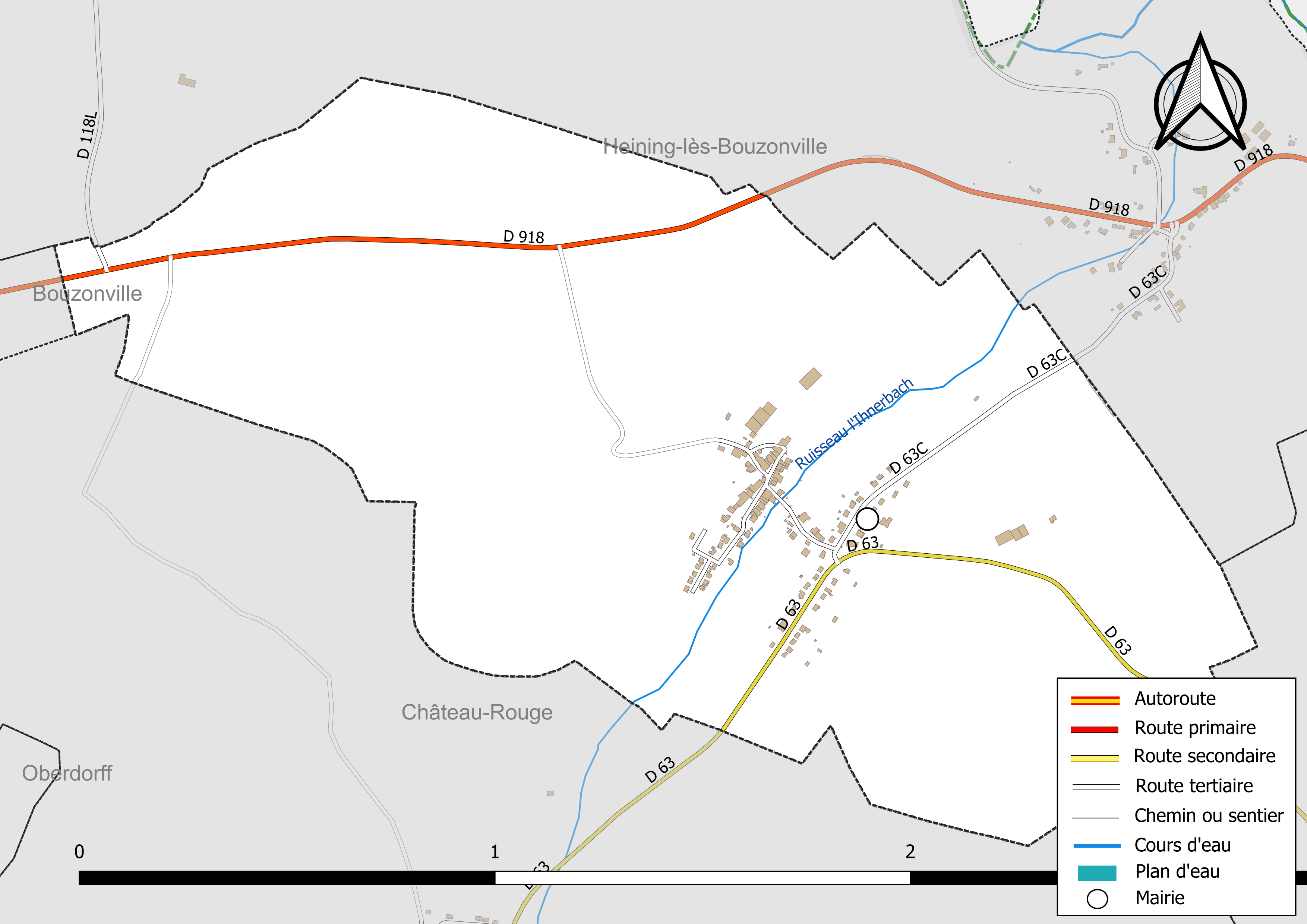
Réseaux hydrographique et routier de Voelfling-lès-Bouzonville.

### Climat
Pour des articles plus généraux, voir Climat du Grand Est et Climat de la Moselle.
En 2010, le climat de la commune est de type climat des marges montargnardes, selon une étude du Centre national de la recherche scientifique s'appuyant sur une série de données couvrant la période 1971-2000. En 2020, Météo-France publie une typologie des climats de la France métropolitaine dans laquelle la commune est exposée à un climat semi-continental et est dans la région climatique  Lorraine, plateau de Langres, Morvan, caractérisée par un hiver rude (1,5 °C), des vents modérés et des brouillards fréquents en automne et hiver. 
Pour la période 1971-2000, la température annuelle moyenne est de 9,6 °C, avec une amplitude thermique annuelle de 16,9 °C. Le cumul annuel moyen de précipitations est de 781 mm, avec 11,9 jours de précipitations en janvier et 9,2 jours en juillet. Pour la période 1991-2020, la température moyenne annuelle observée sur la station météorologique de Météo-France la plus proche, « Seingbouse », sur la commune de Seingbouse à 26 km à vol d'oiseau, est de 10,5 °C et le cumul annuel moyen de précipitations est de 731,4 mm. 
La température maximale relevée sur cette station est de 37,9 °C, atteinte le 25 juillet 2019 ; la température minimale est de −17 °C, atteinte le 20 décembre 2009,,. 
Les paramètres climatiques de la commune ont été estimés pour le milieu du siècle (2041-2070) selon différents scénarios d'émission de gaz à effet de serre à partir des nouvelles projections climatiques de référence DRIAS-2020. Ils sont consultables sur un site dédié publié par Météo-France en novembre 2022.

## Urbanisme

### Typologie
Au 1er janvier 2024, Vœlfling-lès-Bouzonville est catégorisée commune rurale à habitat dispersé, selon la nouvelle grille communale de densité à sept niveaux définie par l'Insee en 2022.
Elle est située hors unité urbaine et hors attraction des villes,.

### Occupation des sols

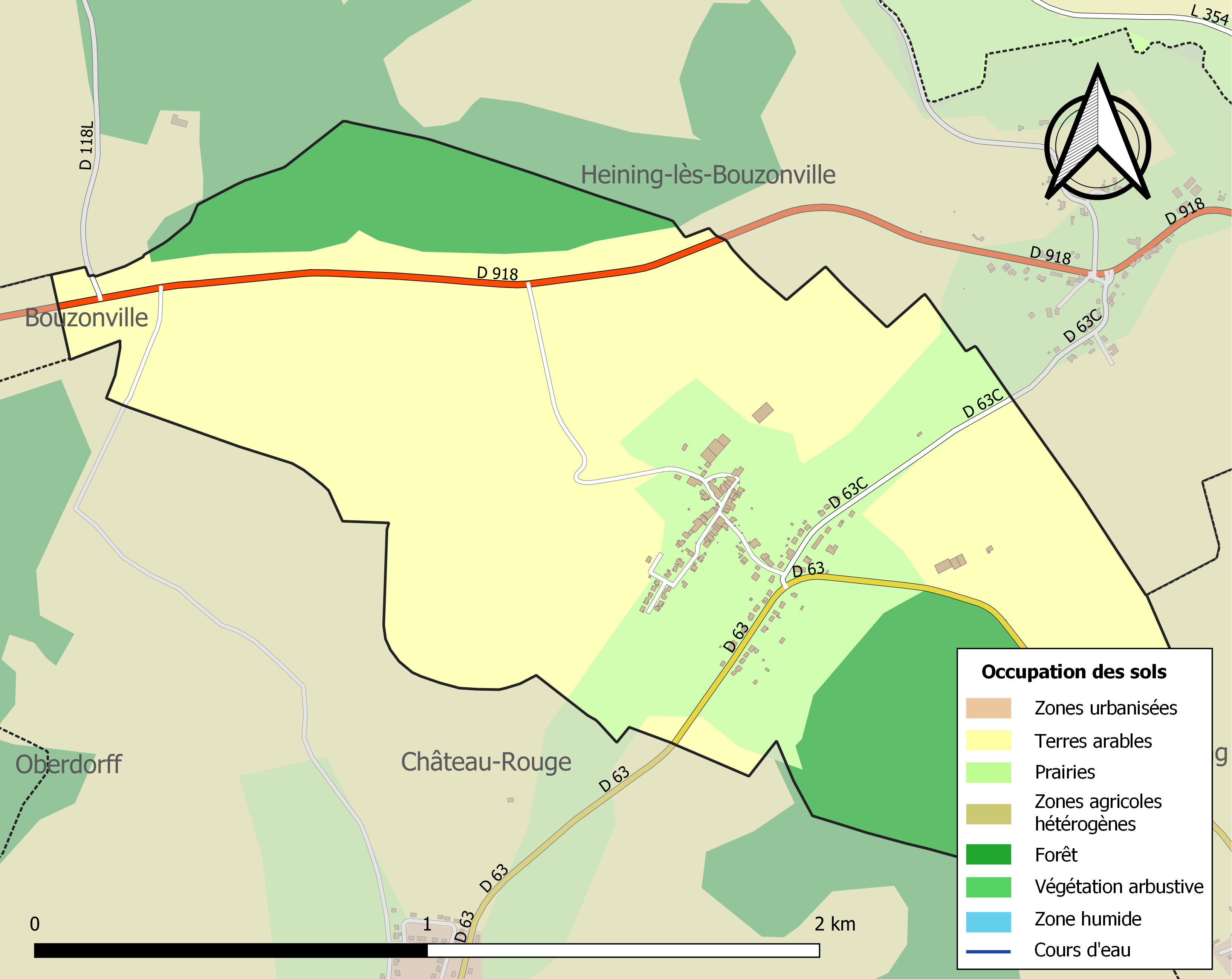
Carte des infrastructures et de l'occupation des sols de la commune en 2018 (CLC).

L'occupation des sols de la commune, telle qu'elle ressort de la base de données européenne d’occupation biophysique des sols Corine Land Cover (CLC), est marquée par l'importance des territoires agricoles (77,4 % en 2018), une proportion identique à celle de 1990 (77,4 %). La répartition détaillée en 2018 est la suivante : 
terres arables (58 %), forêts (22,6 %), prairies (19,3 %).
L'IGN met par ailleurs à disposition un outil en ligne permettant de comparer l’évolution dans le temps de l’occupation des sols de la commune (ou de territoires à des échelles différentes). Plusieurs époques sont accessibles sous forme de cartes ou photos aériennes : la carte de Cassini (XVIIIe siècle), la carte d'état-major (1820-1866) et la période actuelle (1950 à aujourd'hui).

## Toponymie
- Waulffenigen (XVIe siècle) ; Wuelfling (1681) ; Welfing, Veilfling & Walfling (1756) ; Woelfling (1793) ; Vatfling (1801)[14].
- Woëlfling, Voelfling et Völfling dans les registres paroissiaux.
- Welfling en francique lorrain. Wölflingen bei Busendorf pendant l'annexion allemande.

## Histoire
- Village de la seigneurie Lorraine de Berus, jadis de la paroisse tréviroise de Leiding, aujourd'hui de Château-Rouge.

## Politique et administration
| Période                                  | Période  | Identité           | Étiquette | Qualité |
| ---------------------------------------- | -------- | ------------------ | --------- | ------- |
| Les données manquantes sont à compléter. |          |                    |           |         |
| mars 1995                                | 1998     | Joseph Hojnowski   |           |         |
| 1998                                     | 2014     | Alfred Perrin      |           |         |
| 2014                                     | En cours | Alain Dauendorffer |           |         |

## Démographie
L'évolution du nombre d'habitants est connue à travers les recensements de la population effectués dans la commune depuis 1800. Pour les communes de moins de 10 000 habitants, une enquête de recensement portant sur toute la population est réalisée tous les cinq ans, les populations de référence des années intermédiaires étant quant à elles estimées par interpolation ou extrapolation. Pour la commune, le premier recensement exhaustif entrant dans le cadre du nouveau dispositif a été réalisé en 2004.

En 2022, la commune comptait 159 habitants, en évolution de +3,25 % par rapport à 2016 (Moselle : +0,52 %, France hors Mayotte : +2,11 %).
| 1800 | 1806 | 1821 | 1836 | 1841 | 1861 | 1866 | 1871 | 1875 |
| ---- | ---- | ---- | ---- | ---- | ---- | ---- | ---- | ---- |
| 151  | 168  | 131  | 194  | 210  | 197  | 217  | 232  | 209  |

| 1880 | 1885 | 1890 | 1895 | 1900 | 1905 | 1910 | 1921 | 1926 |
| ---- | ---- | ---- | ---- | ---- | ---- | ---- | ---- | ---- |
| 215  | 188  | 173  | 172  | 155  | 151  | 152  | 137  | 149  |

| 1931 | 1936 | 1946 | 1954 | 1962 | 1968 | 1975 | 1982 | 1990 |
| ---- | ---- | ---- | ---- | ---- | ---- | ---- | ---- | ---- |
| 148  | 132  | 141  | 127  | 146  | 138  | 145  | 175  | 203  |

| 1999 | 2004 | 2006 | 2009 | 2014 | 2019 | 2022 | - | - |
| ---- | ---- | ---- | ---- | ---- | ---- | ---- | - | - |
| 197  | 197  | 203  | 182  | 160  | 156  | 159  | - | - |

## Culture locale et patrimoine

### Lieux et monuments
La commune n’a pas d’église.

## Héraldique
| Blason de Vœlfling-lès-Bouzonville | Blason  | D'or à trois loups de sable, lampassés de gueules contre-passants l'un sur l'autre. |
| Blason de Vœlfling-lès-Bouzonville | Détails | Le statut officiel du blason reste à déterminer.                                    |

## Pour approfondir